# 紐約與新澤西港務局

紐新港務局現行標誌（2020年起）

紐約與新澤西港務局（缩写），簡稱紐新港務局或港務局，是美國紐約州與新澤西州於1921年協議成立的港務局及海陸空交通設施管理機構（以第三部門方式運作），旨在發展並經營大紐約地區的運輸及商業設施，且為世界貿易中心的主管機構。原名紐約港務局（Port of New York Authority），1972年改為現名。總部位於世界貿易中心四號大樓18至24樓間。
港務局由紐約州與新澤西州的州長共同管理。二州州長任命港務局委員會委員，且對自己同州的委員行動權力保留否決權。委員會共有 12 位委員。二州州長各任命 6 名委員。州議會批准任命。委員的任期爲六年，相互交錯，沒有工資。委員多爲與本州州長保持良好關係的商業大亨或政治掮客。
除了營運紐約和紐澤西港之外，並負責紐約與紐澤西之間各項跨州交通設施的管理與經營，包括跨哈德遜河捷運（PATH）、荷蘭隧道及林肯隧道、喬治華盛頓大橋，以及大西洋城、甘迺迪、拉瓜地亞、紐華克、史都華、泰特波羅等6座機場，還有3座長途巴士總站、7個碼頭及1個直升機場。

## 外部連結
- （英文）紐新港務局官方網站 （页面存档备份，存于）